# Pik Majakowski
Der Pik Majakowski (Qullai Majakowski) ist ein Berg in Tadschikistan im äußersten Süden des Pamirgebirges. 

## Lage
Der Berg befindet sich im Südwesten der autonomen Provinz Berg-Badachschan im Bezirk Nohija Ischkaschim. Der Pik Majakowski hat eine Höhe von 6096 m und bildet den höchsten Punkt der Ischkaschimkette, die den westlichen Teil der Schachdarakette umfasst. Der Pik Karl Marx (6726 m), höchster Gipfel der Schachdarakette, befindet sich 70 km ostnordöstlich. Dominanz-Bezugspunkt bildet der knapp 30 km östlich gelegene 6105 m hohe Pik Marschall Gretschko im mittleren Abschnitt der Schachdarakette.

## Namensherkunft
Der Berg wurde von den Erstbesteigern nach dem sowjetischen Dichter Wladimir Wladimirowitsch Majakowski (1893–1930) benannt.

## Besteigungsgeschichte
Die Erstbesteigung gelang 1947 einer sowjetischen Bergsteigergruppe unter Führung von V. Budenow.